# Edward Mujica

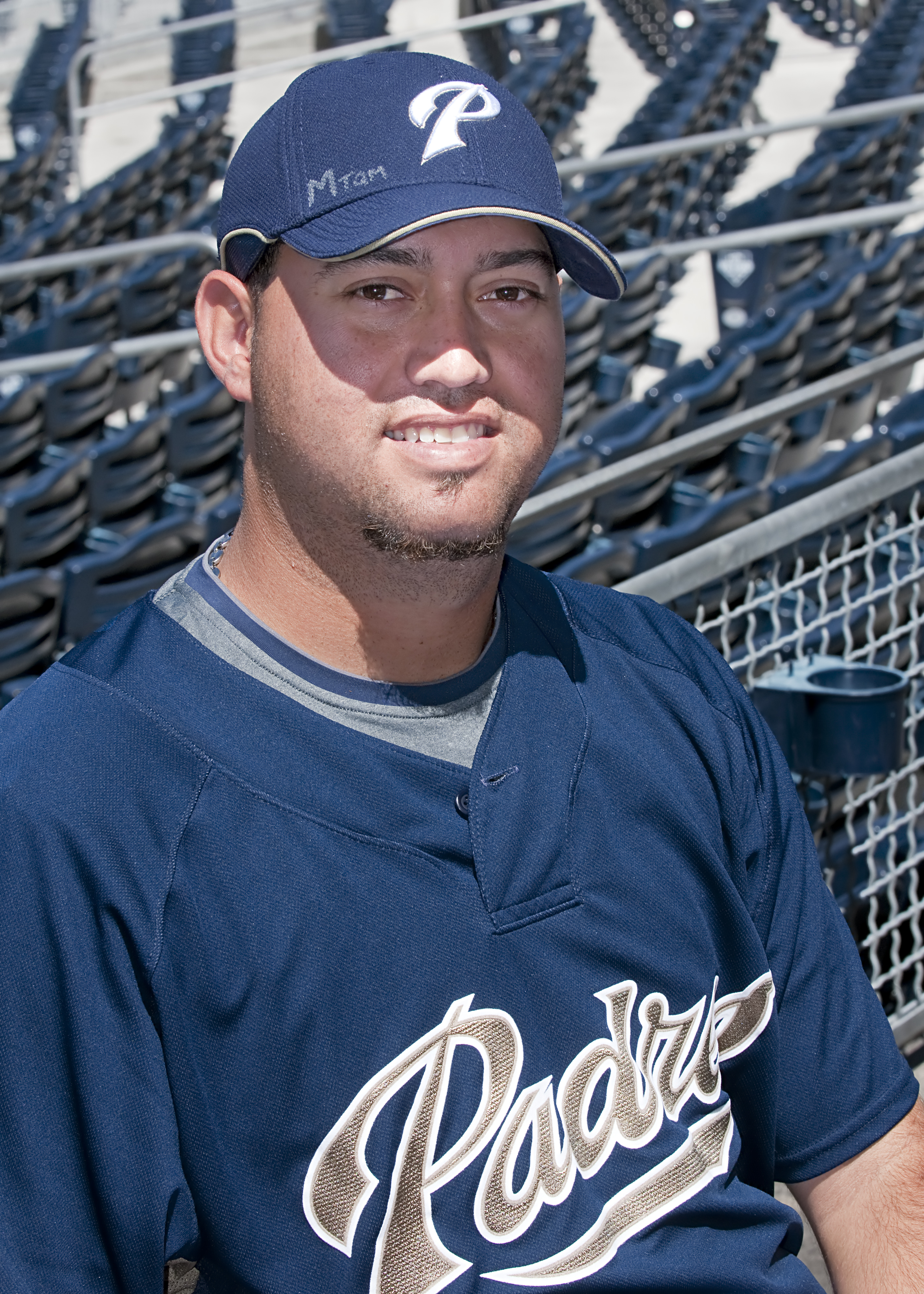
Mujica en el 2009 con el uniforme de los San Diego Padres.

Edward José Mujica (Valencia, Venezuela; 10 de mayo de 1984) es un lanzador venezolano de béisbol profesional que juega para los Detroit Tigers de las Grandes Ligas. Mujica jugó anteriormente para los Cleveland Indians entre 2006 y 2008, los San Diego Padres entre 2009 y 2010, los Miami Marlins entre 2011 y 2012, los St. Louis Cardinals entre 2012 y 2013, los Boston Red Sox entre 2014 y 2015, y los Oakland Athletics en 2015. Se desempeña principalmente como relevista.

## Carrera profesional

### Cleveland Indians
Mujica firmó originalmente con los Cleveland Indians en octubre de 2001, como un agente libre no seleccionado en el draft. Rápidamente se convirtió en uno de los mejores prospectos de la organización de Cleveland.
Inició su carrera como abridor con los clubes de San Felipe, Burlington y Lake County en 2002, 2003 y 2004. Hizo la transición a relevista en 2005, cuando dominó la Carolina League como el cerrador de los Kinston Indians, donde obtuvo efectividad de 2.08, 14 juegos salvados, 32 ponches y sólo otorgó 2 bases por bolas en 26 entradas de labor, antes de ser promovido a los Akron Aeros de Clase AA. Continuó su dominio con el equipo de Akron, registrando marca de 2-1 con 10 juegos salvados, 2.88 de efectividad, 33 ponches y cinco bases por bolas en 34 2⁄3 entradas lanzadas.
Mujica comenzó el 2006 en Akron, donde salvó ocho juegos sin conceder carreras limpias, ponchó 17 bateadores y otorgó nueve bases por bolas en 19 entradas de labor, antes de ser promovido a los Buffalo Bisons de Clase AAA. En Buffalo, Mujica obtuvo marca de 3-1 con cinco juegos salvados, efectividad de 2.48, 29 ponches y cinco bases por bolas en 32 2⁄3 entradas. Debutó en las Grandes Ligas con Cleveland el 1 de junio de 2006. Mujica no concedió carreras limpias en 2006 hasta su cuarta aparición con los Indians el 14 de julio, una racha de 43 1⁄3 entradas consecutivas (19 en Akron, 19 2⁄3 en Buffalo y 4 2⁄3 en Cleveland).

### San Diego Padres
El 1 de abril de 2009, Mujica fue transferido a los San Diego Padres por consideraciones futuras.
Mujica ganó el primer juego de temporada regular realizado en el Citi Field contra los New York Mets, el 13 de abril de 2009.

### Florida/Miami Marlins
Después de la temporada de 2010, Mujica fue transferido junto con Ryan Webb a los Florida Marlins a cambio de Cameron Maybin.
La temporada de 2011 fue una de las mejores temporadas de Mujica. Jugó en 67 juegos, finalizando con una marca de 9-6, 63 ponches y 2.96 de efectividad.
El 30 de junio de 2012, Mujica fue puesto en la lista de lesionados de 15 días después que una línea conectada por Plácido Polanco le golpeara en el dedo meñique de su pie derecho. Los rayos X confirmaron la fractura en el dedo.

### St. Louis Cardinals
El 30 de julio de 2012, Mujica fue transferido a los St. Louis Cardinals por el tercera base de ligas menores Zack Cox. Fue utilizado principalmente como relevista en la séptima entrada.
En 2013, cuando el cerrador Jason Motte se lesionó y el set-up Mitchell Boggs perdió su efectividad, Mujica se convirtió en el nuevo cerrador (a mediados de abril) y comenzó a obtener salvamentos en su nuevo rol. El 14 de julio de 2013, se confirmó que Mujica reemplazaría a su compañero Adam Wainwright en el Juego de Estrellas de 2013, quien había lanzado dos noches antes frente a los Chicago Cubs. Fue la primera convocatoria de Mujica a un juego de estrellas, sin embargo no lanzó en dicho juego.
Mujica se convirtió en agente libre después de la Serie Mundial de béisbol de 2013, el 31 de octubre de ese año.

### Boston Red Sox

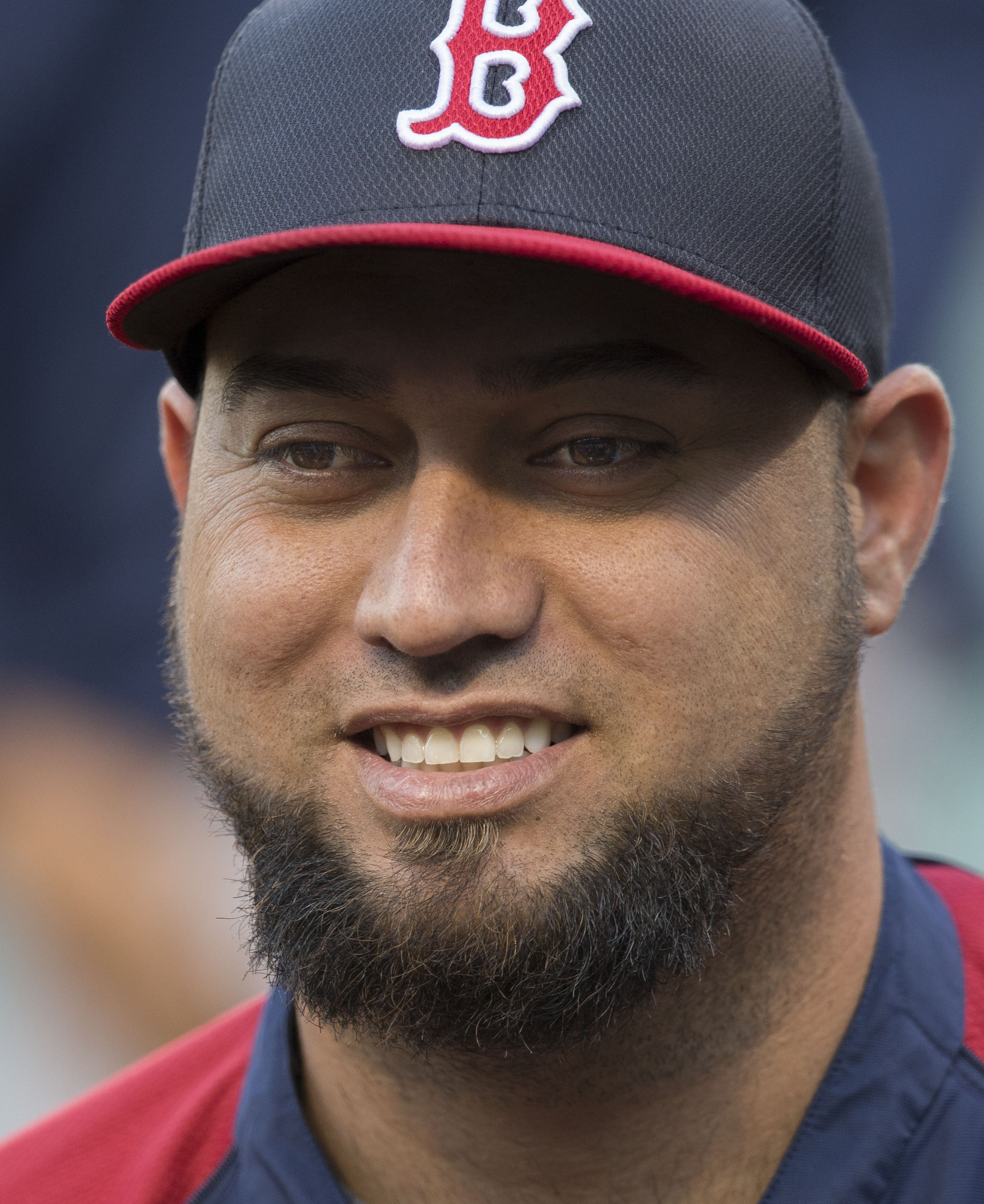
Mujica con los Boston Red Sox en 2014.

El 5 de diciembre de 2013, Mujica acordó un contrato por dos años y 9.5 millones de dólares con los Boston Red Sox. El contrato se hizo efectivo el 7 de diciembre luego de aprobar el examen físico.

### Oakland Athletics
El 8 de mayo de 2015, tras registrar efectividad de 4.61 en 13 2⁄3 entradas de labor, fue puesto en designación por los Red Sox. El 9 de mayo fue transferido a los Oakland Athletics.

### Philadelphia Phillies
El 17 de diciembre de 2015, Mujica fue firmado por los Philadelphia Phillies a un contrato de ligas menores con una invitación a los entrenamientos primaverales. Fue liberado el 29 de marzo de 2016, a pesar de permitir solo dos carreras y cuatro hits en 8 1⁄3 entradas lanzadas durante los entrenamientos, pero el equipo lo firmó nuevamente al día siguiente. Finalmente, luego de registrar efectividad de 3.69 en 39 juegos de Clase AAA, fue liberado el 14 de julio.

### Kansas City Royals
El 15 de julio de 2016, Mujica firmó un contrato de ligas menores con los Reales de Kansas City, pero fue liberado el 10 de agosto.

### Minnesota Twins
El 19 de agosto de 2016, Mujica firmó un contrato de ligas menores con los Mellizos de Minnesota, y fue asignado a los Rochester Red Wings de Clase AAA.

### Detroit Tigers
El 29 de diciembre de 2016, Mujica fue firmado por los Tigres de Detroit a un contrato de ligas menores con una invitación a los entrenamientos primaverales. El 3 de agosto de 2017, fue llamado por los Tigres para reforzar el cuerpo de relevistas del equipo, luego de registrar efectividad de 2.39 en 46 entradas lanzadas con los Toledo Mud Hens de Clase AAA. Sin embargo, fue colocado en asignación el 13 de agosto luego de registrar una alta efectividad de 9.95 en 6 1⁄3 con los Tigres.

## Estilo de lanzar
Mujica utiliza principalmente dos lanzamientos, una recta de cuatro costuras a 90-93 mph y un splitter a 86-89 mph. También posee una recta de dos costuras alrededor de 90 mph y un slider alrededor de 80 mph. Frente a bateadores zurdos utiliza mucho el splitter; en 2011 este lanzamiento constituyó más de la mitad de los lanzamientos realizados frente a zurdos. Contra bateadores derechos Mujica utiliza una mayor cantidad de estilos, incluyendo el slider (el cual rara vez usa frente a zurdos).